# Función paterna
En la teoría psicoanalítica de orientación lacaniana se le da el nombre de función paterna a una función que limita al deseo de la madre escindiendo la unidad que inicialmente forman la madre y el infante, escisión positiva que logra la función paterna al transmitir la ley desde Otro.
La función paterna es efectuada por un tercero. 
El padre -lo sepa o no- provoca un clivaje y sirve de modelo identificatorio o de comparación.
Puede decirse que la función paterna es altamente ordenadora: si el deseo de la madre es una relación con una ambigüedad, la función paterna añade un referente (el padre). Tal función (valgan los ejemplos tomados de la lingüística) provoca una desambiguación en el psiquismo del infante que significará -en la niña o en el niño- un pensar coherente, el pensar coherente de todo sujeto integrado en la cultura.
Cuando existen fallas en la función paterna es cuando aparecen los síntomas y cuando no aparece (forclusión) es cuando se da la psicosis.
La función es un concepto matemático y como tal implica un lugar vacío.
El padre lacaniano es un significante que se sitúa en el nivel simbólico y en el interior de la función del padre pueden aparecer distintas significaciones según las diferentes culturas (padre biológico, tío materno en el avunculado, abuelo, padrastro, organizaciones sociales o religiosas, etc).
Lo que crea la función del padre es el nombre del padre. Lacan explica que hacer referencia a la no adquisición del nombre del padre no es lo mismo que invocar la carencia paterna dentro del registro biográfico, que no se trata de la presencia o ausencia del padre en la realidad ya que el complejo  de Edipo puede constituirse incluso aunque el padre no esté ahí. Lo central en el Edipo es que el sujeto se dé cuenta de que está excluido de una relación: lo fundamental es la triangularidad.
El padre en el psicoanálisis no es un personaje real (el papá, el padrastro, el tío, el abuelo, el rey) sino una metáfora, es un significante que viene a ocupar el lugar de otro significante. Lo que había en el lugar del deseo de la madre como incógnita ahora es ocupado por la Ley de la prohibición incestuosa. A esto es a lo que Lacan denomina metáfora paterna  y culmina a partir del declinamiento del proceso edípico, momento máximo de introyección de los valores culturales.
El padre  en el psicoanálisis no es un ideal sino una necesidad de la cadena significante, un significante privilegiado. El lugar del padre sólo tiene sentido si se conserva vacío, en tanto significante que puede ser recubierto por múltiples significaciones.
Por eso ese lugar puede ser ocupado por cualquier persona independientemente de su sexo anatómico o identidad de género.
La función paterna como límite, como transmisora de la ley desde el Otro puede provenir de diversas fuentes. Incluso una idea (como Dios o la Patria) o una institución (como la Iglesia) pueden cumplir esa función.